# Ле-Верне (Арьеж)
Ле-Верне́ (фр. Le Vernet) — коммуна во Франции, находится в регионе Юг — Пиренеи. Департамент коммуны — Арьеж. Входит в состав кантона Савердён. Округ коммуны — Памье.
Код INSEE коммуны — 09331.

## Население
Население коммуны на 2008 год составляло 632 человека.
| 1962 | 1968 | 1975 | 1982 | 1990 | 1999 | 2008 |
| ---- | ---- | ---- | ---- | ---- | ---- | ---- |
| 323  | 382  | 417  | 464  | 508  | 536  | 632  |

## Экономика
В 2007 году среди 403 человек в трудоспособном возрасте (15—64 лет) 275 были экономически активными, 128 — неактивными (показатель активности — 68,2 %, в 1999 году было 65,5 %). Из 275 активных работали 251 человек (136 мужчин и 115 женщин), безработных было 24 (11 мужчин и 13 женщин). Среди 128 неактивных 31 человек были учениками или студентами, 43 — пенсионерами, 54 были неактивными по другим причинам.